# Hexolobodon phenax
Hexolobodon phenax là một loài động vật có vú đã tuyệt chủng trong họ Capromyidae, bộ Gặm nhấm. Loài này được Miller mô tả năm 1929.